# Santos Kapstadt
Der Santos Football Club, oftmals wegen seiner Heimatstadt Kapstadt auch als Santos Kapstadt oder Santos Cape Town bezeichnet, ist ein südafrikanischer Fußballverein. Größter Erfolg der Vereinsgeschichte war der Gewinn der Meisterschaft 2002. Er trägt seine Spiele im Athlone Stadium im Stadtteil Athlone aus.

## Geschichte
Santos FC gründete sich 1982. Bis 1990 trat die Mannschaft in der Federation Professional League an, deren Meisterschaft sie sechs Mal gewann. Zudem holte sie drei Mal den Pokal der Liga. 1990 gehörte der Klub zu den Mannschaften, die bei der Fusion mit der National Soccer League aufgenommen wurden.
Zu Beginn der Teilnahme an der südafrikanischen Meisterschaft belegte der Santos FC Plätze im mittlerern Tabellenbereich, ehe die Mannschaft 1993 als Tabellenvorletzte in die Zweitklassigkeit abstieg. 1997 glückte dem Klub der Wiederaufstieg, als er die Aufstiegsrunde der vier Regionalsieger der zweiten Liga ohne Niederlage als Zweiter hinter den African Wanderers beendete. Im Abstiegskampf belegte er in den folgenden beiden Jahren jeweils den letzten Nichtabstiegsplatz, ehe die Mannschaft ab der Jahrtausendwende sich in der Liga nach vorne arbeitete. Nachdem 2001 die Saison als Fünfter beendet wurde, gewann der Klub im folgenden Jahr vor Supersport United und den Orlando Pirates die Meisterschaft. In den folgenden Saisons konnte der Erfolg nicht bestätigt werden, man landete regelmäßig im Mittelfeld der Liga. 2012 stieg der Verein in die National First Division ab.

## Erfolge
- Meister der Premier Soccer League: 2002